# Retaule del Roser de Sant Pere Màrtir
El retaule del Roser de l'església del convent de Sant Pere Màrtir és obra de l'escultor manresà Joan Grau. El retaule d'estil barroc es construí entre 1642 i 1646 per encàrrec de la confraria del Roser. L'obra narra els 15 misteris de la Verge del Roser. Quan es va cremar el mobiliari i els paraments de l'església el juliol de 1936, el retaule va quedar molt afectat però es varen poder conservar tots els plafons escultòrics amb els grans relleus, que es poden veure avui dia al Museu Comarcal de Manresa.
El retaule del Roser de Sant Pere Màrtir és l'obra que va tenir més èxit de l'escultor, li va donar prestigi i el va posicionar dins del mercat escultòric de la comarca. Gràcies a aquest retaule, l'escultor Joan Grau, i el seu fill Francesc, van estendre la seva obra a altres indrets del país: sepulcres dels Cardona a l'església del castell de Cardona, tombes reials del monestir de Poblet o de la catedral de Tarragona entre d'altres.

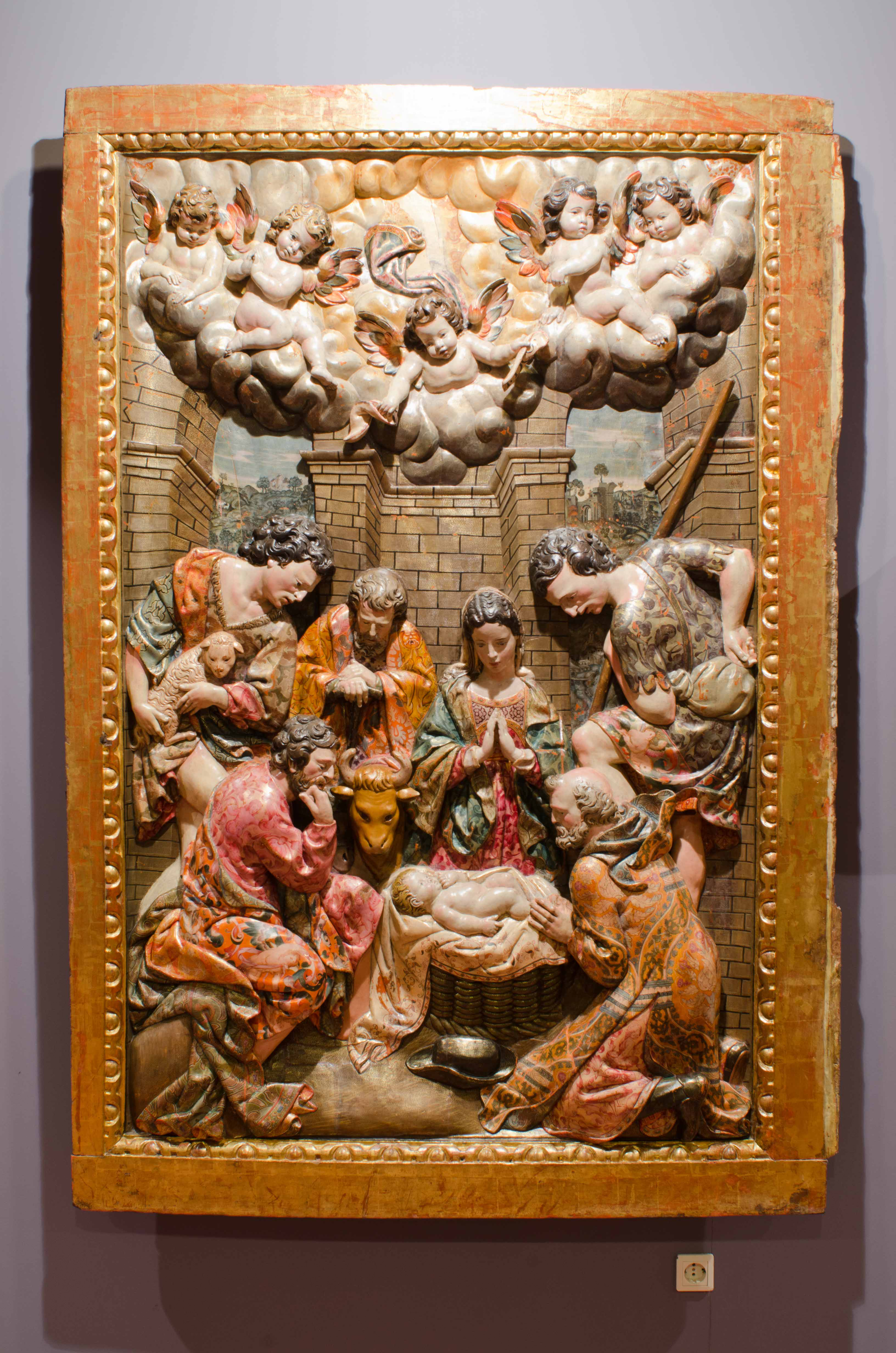
Plafó del 'Naixement' del retaule del Roser de Sant Pere Màrtir conservat al Museu Comarcal de Manresa

## Descripció
El retaule del Roser és una obra de fusta d'àlber daurada i policromada. L'acabat final daurat es va encarregar a Gabriel Adrià, nebot del pintor flamenc Isaac Hermes Vermei, que ho va fer l'any 1656 pel preu de 2.000 lliures.
El moble estava format per 5 carrers, el central amb una major amplada. La narració s'estructurava per ordre successiu ascensional, començava per baix a la predel·la amb els misteris del Dolor, i acabava al tercer pis amb els misteris de Glòria. L'obra finalitzava a l'àtic amb el Coronament.
L'escultor va utilitzar l'ordre corinti per ornamentar les columnes que definien l'estructura arquitectònica, i com a elements decoratius va utilitzar: busts entre garlandes, serafins, àngels, motius vegetals, volutes i balustres.

## Història
A finals del segle xvi, la Verge del Roser es va popularitzar a Catalunya a causa de la creença popular que atribueix a la verge la victòria de la batalla de Lepant (1571). Aquest fet va fer que augmentessin les ampliacions i renovacions de les capelles dedicades a aquesta verge. Així doncs, l'any 1614, la Confraria de la Verge del Roser va demanar els permisos necessaris per ampliar l'Església de Sant Pere Màrtir i construir la Capella del Roser, on l'any 1644 es va col·locar el retaule barroc dedicat a aquesta verge que va costar mil lliures. El retaule volia mostrar el creixent poder de la confraria i l'augment dels fidels.
L'església de Sant Pere Màrtir va ser aterrada l'any 1936. El 23 de juliol del 1936, a causa d'una revolta amb un fort component anticlerical posterior al cop d'estat del 18 de juliol, van cremar alguns elements del mobiliari, les imatges i els paraments de l'església, però la majoria del retaule de la Verge del Roser va poder ser desmuntat, traslladat i salvat. Es van conservar tots els plafons escultòrics corresponents als 15 misteris del Rosari i alguns elements decoratius. Se’n conserva una fotografia, d'Oliva de Vilanova, que permet conèixer l'estructura original del conjunt, i com es col·locaven els diferents episodis dels Misteris de la Mare de Déu. L'església fou enderrocada definitivament el 7 de setembre de 1936 per les Brigades d'Atur Forçós, que havien creat la CNT-FAI, juntament amb unes altres 6 esglésies manresanes.